# Expedito Camargo Freire
Expedito Camargo Freire (Campinas, 9 de junho de 1908 --- Campos do Jordão, 13 de maio de 1991) foi um pintor, desenhista e professor brasileiro.

## Vida
Sentindo vocação para as artes, em 1936 abandona Campinas e dirige-se à capital da República levando uma carta de apresentação do pintor campineiro Salvador Caruso para Ado Malagoli com solicitação de ajuda ao jovem Expedito. Assim, estudou, a princípio, no Liceu de Artes e  Ofícios do Rio de Janeiro e, em seguida,  participou em companhia de José Pancetti, Bustamante Sá, Silvio Pinto, do próprio Ado Malagoli e outros artistas do "Núcleo Bernardelli".

### Em Campos do Jordão
Em fevereiro de 1941, vítima da tuberculose, foi enviado por seu médico para Campos do Jordão a fim de tratar de sua precária saúde. Aos poucos foi se recuperando e com essa melhora surge a disposição para o trabalho. Fazia caminhadas pelas ruas e estradas da cidade o que lhe ajudava a sentir-se melhor. Numa dessas caminhadas, chegou a um lugar denominado Toriba, onde pouco depois seria construído um confortável hotel para turistas. Entusiasmou-se pela beleza da paisagem e colocou-a na tela. Terminada a obra, enviou-a para o Salão Nacional de Belas Artes, no Rio de Janeiro. O quadro foi aceito e Camargo Freire pela primeira vez premiado. Recebeu a medalha de bronze. Isso aconteceu no final do mesmo ano em que chegara em péssimas condições físicas às montanhas de Campos do Jordão. Voltou outras vezes a expor no Salão Nacional, sempre com sucesso, pois, depois da medalha de bronze já citada, medalhas de prata, ouro e os prêmios de viagem ao país (1948) e ao estrangeiro (1956). Em goso dessa última premiação, dirigiu-se a Paris onde completou seus estudos na Académie de la Grande Chaumière
Como muitos outros, acabou se apaixonando pela beleza da cidade e nela se fixando pelo resto de sua existência. Foi professor de desenho em escolas locais, públicas e particulares. Foi membro da Academia de Letras de Campos do Jordão.

### Acervo
Expedito Camargo Freire tem pinturas que estão expostas em importantes instituiçõ̃es, como no Museu Nacional de Belas Artes onde se pode encontrar a obra intitulada Alto do Lageado, exuberante paisagem sobre as montanhas e vales de Campos do Jordão, cidade que o adotou e que nela viveu até o último dia de sua vida. Igualmente no acervo do MASP existe uma obra (Vale do Bau) do nosso pintor. No Palacio Boa Vista, sede de verão do Governo do Estado, existe um acervo de arte escolhido com esmero e bom gosto por Luís Arrobas Martins. Nessa coleção encontramos o quadro intitulado Namorados que está reproduzido no livro de Pedro Paulo Filho. Este foi o trabalho que deu a Camargo Freire o Prêmio de Viagem ao Estrangeiro em 1957.